# Orrin Hatch
Orrin Hatch Grant (Pittsburgh, 22 de março de 1934 – Salt Lake City, 23 de abril de 2022) foi um político americano, que serviu como senador pelo estado de Utah de 1977 a 2019. Foi membro do Partido Republicano e presidente pro tempore do Senado de 2015 a 2019.

## Carreira
No Senado, Hatch atuou nas subcomissões de Energia, Recursos Naturais e Infraestrutura, Tributação e Fiscalização. Hatch também esteve no Comitê Seleto de Inteligência, a Comissão do Poder Judiciário, e da Saúde, Educação, Trabalho e Pensões, bem como do Comitê Misto da Tributação. Ele também atuou no Conselho de Administração dos Estados Unidos. Em 2019, após quase quarenta anos de serviço público, ele se aposentou oficialmente.
Hatch apareceu em uma cena no episódio de Parks and Recreation, "Ms. Ludgate-Dwyer Goes to Washington", ao lado de Cory Booker. 
Hatch morreu em 23 de abril de 2022, aos 88 anos de idade, em Salt Lake City.

## Obras
- Orrin Hatch, The Equal Rights Amendment: Myths and Realities, Savant Press (1983)[5]
- Orrin Hatch, Higher Laws: Understanding the Doctrines of Christ , Shadow Mountain (1995) ISBN 978-0-87579-896-7
- Orrin Hatch, Square Peg: Confessions of a Citizen Senator, Basic Books (2002) ISBN 978-0-465-02867-2

- Orrin Hatch, Orrin Hatch, the L.D.S. Mormon Politician as Songwriter, texto de uma entrevista de Orrin Hatch por Phillip K. Bimstein, em Washington, DC, 14 de agosto de 2003, transcrita por Jonathan Murphy, New York City, American Music Center, 2003, sem ISBN.[6]